# Levasy
Levasy és una població dels Estats Units a l'estat de Missouri. Segons el cens del 2000 tenia 108 habitants.

## Demografia
Segons el cens del 2000, Levasy tenia 108 habitants, 40 habitatges, i 33 famílies. La densitat de població era de 71,9 habitants per km².
Dels 40 habitatges en un 25% hi vivien nens de menys de 18 anys, en un 70% hi vivien parelles casades, en un 7,5% dones solteres, i en un 17,5% no eren unitats familiars. En el 17,5% dels habitatges hi vivien persones soles el 7,5% de les quals corresponia a persones de 65 anys o més que vivien soles. El nombre mitjà de persones vivint en cada habitatge era de 2,7 i el nombre mitjà de persones que vivien en cada família era de 2,97.
Per edats la població es repartia de la següent manera: un 24,1% tenia menys de 18 anys, un 5,6% entre 18 i 24, un 29,6% entre 25 i 44, un 25% de 45 a 60 i un 15,7% 65 anys o més.
L'edat mediana era de 42 anys. Per cada 100 dones de 18 o més anys hi havia 105 homes.
La renda mediana per habitatge era de 51.250 $ i la renda mediana per família de 60.250 $. Els homes tenien una renda mediana de 40.000 $ mentre que les dones 24.688 $. La renda per capita de la població era de 17.016 $. Entorn del 3,2% de les famílies i el 5,1% de la població estaven per davall del llindar de pobresa.

## Poblacions més properes
El següent diagrama mostra les poblacions més properes.